# Vila Nova de Famalicão (freguesia)
A Freguesia de Vila Nova de Famalicão é uma antiga freguesia portuguesa do Município de Vila Nova de Famalicão, que tinha 2,32 km² de área e 8 478 habitantes (2011), e, por isso, uma densidade populacional de 3 654,3 hab/km². 
Foi unida à Freguesia de Calendário, formando a União das Freguesias de Vila Nova de Famalicão e Calendário com sede em Vila Nova de Famalicão. 
Integra a cidade homónima, juntamente com as freguesias de Antas, Brufe, Calendário e Gavião.

## População
| População da Freguesia de Vila Nova de Famalicão | População da Freguesia de Vila Nova de Famalicão | População da Freguesia de Vila Nova de Famalicão | População da Freguesia de Vila Nova de Famalicão | População da Freguesia de Vila Nova de Famalicão | População da Freguesia de Vila Nova de Famalicão | População da Freguesia de Vila Nova de Famalicão | População da Freguesia de Vila Nova de Famalicão | População da Freguesia de Vila Nova de Famalicão | População da Freguesia de Vila Nova de Famalicão | População da Freguesia de Vila Nova de Famalicão | População da Freguesia de Vila Nova de Famalicão | População da Freguesia de Vila Nova de Famalicão | População da Freguesia de Vila Nova de Famalicão | População da Freguesia de Vila Nova de Famalicão |
| ------------------------------------------------ | ------------------------------------------------ | ------------------------------------------------ | ------------------------------------------------ | ------------------------------------------------ | ------------------------------------------------ | ------------------------------------------------ | ------------------------------------------------ | ------------------------------------------------ | ------------------------------------------------ | ------------------------------------------------ | ------------------------------------------------ | ------------------------------------------------ | ------------------------------------------------ | ------------------------------------------------ |
| 1864                                             | 1878                                             | 1890                                             | 1900                                             | 1911                                             | 1920                                             | 1930                                             | 1940                                             | 1950                                             | 1960                                             | 1970                                             | 1981                                             | 1991                                             | 2001                                             | 2011                                             |
| 1 502                                            | 1 791                                            | 1 917                                            | 2 170                                            | 2 314                                            | 2 284                                            | 2 405                                            | 3 100                                            | 3 356                                            | 3 530                                            | 3 190                                            | 4 036                                            | 5 243                                            | 8 098                                            | 8 478                                            |

## Resultados eleitorais

### Eleições autárquicas (Junta de Freguesia)
| Partido      | %    | M    | %    | M    | %    | M    | %    | M    | %    | M    | %    | M    | %    | M    | %    | M    | %    | M    | %    | M    |
| Partido      | 1976 | 1976 | 1979 | 1979 | 1982 | 1982 | 1985 | 1985 | 1989 | 1989 | 1993 | 1993 | 1997 | 1997 | 2001 | 2001 | 2005 | 2005 | 2009 | 2009 |
| ------------ | ---- | ---- | ---- | ---- | ---- | ---- | ---- | ---- | ---- | ---- | ---- | ---- | ---- | ---- | ---- | ---- | ---- | ---- | ---- | ---- |
| CDS-PP       | 31,5 | 3    |      |      | 55,7 | 8    | 58,6 | 6    | 50,3 | 5    | 47,0 | 5    | 48,4 | 5    |      |      |      |      |      |      |
| PPD/PSD      | 28,8 | 3    |      |      |      |      |      |      |      |      |      |      |      |      |      |      |      |      |      |      |
| PS           | 23,4 | 2    | 23,4 | 3    | 31,8 | 4    | 31,4 | 3    | 38,5 | 4    | 41,3 | 4    | 41,7 | 4    | 24,1 | 3    | 38,0 | 6    | 34,5 | 5    |
| FEPU/APU/CDU | 13,5 | 1    | 11,7 | 1    | 9,4  | 1    | 6,6  | -    | 6,1  | -    | 5,2  | -    | 5,5  | -    | 4,6  | -    | 4,6  | -    | 4,1  | -    |
| AD           |      |      | 63,1 | 9    |      |      |      |      |      |      |      |      |      |      |      |      |      |      |      |      |
| PSD-CDS      |      |      |      |      |      |      |      |      |      |      |      |      |      |      | 51,0 | 8    | 42,5 | 6    | 53,0 | 8    |
| IND          |      |      |      |      |      |      |      |      |      |      |      |      |      |      | 16,5 | 2    |      |      |      |      |
| PND          |      |      |      |      |      |      |      |      |      |      |      |      |      |      |      |      | 10,1 | 1    |      |      |

## Património
- Casa do Vinhal
- Capela de Santo Adrião
- Casa da Cultura
- Museu Bernardino Machado

## Personalidades ilustres
- Visconde de Vila Nova de Famalicão
- Barão de Famalicão